# کارگاه رنگرزی
کارگاه رنگرزی مربوط به اواسط دوره قاجار است و در شهرستان اصفهان، بخش مرکزی، ضلع شرقی میدان نقش جهان، راسته اصلی بین مسجد شیخ لطف ا و بازار درب مسجد واقع شده و این اثر در تاریخ ۲ مرداد ۱۳۸۷ با شمارهٔ ثبت ۲۳۰۲۷ به‌عنوان یکی از آثار ملی ایران به ثبت رسیده است.